# Liste bekannter Klassischer Archäologen
In dieser Liste werden Klassische Archäologen gesammelt, die für dieses Fach habilitiert wurden, als Autoren relevant sind, mit bedeutenden Ausgrabungen in Verbindung gebracht werden können oder andere bedeutende Beiträge zur Klassischen Archäologie geleistet haben. In einer gesonderten Liste am Ende stehen Autodidakten, Amateure, Mäzene, Künstler und Sammler, die der Klassischen Archäologie Impulse gegeben haben, die jedoch nicht in die Liste der Wissenschaftler aufgenommen werden können.

## Namensliste

### A
- Wilhelm Abeken (Deutscher, 1813–1843)
- Achille Adriani (Italiener, 1905–1982)
- Ekrem Akurgal (Türke, 1911–2002)
- Stylianos Alexiou (Grieche, 1921–2013)
- Andreas Alföldi (Ungar, 1895–1981)
- Elisabeth Alföldi-Rosenbaum (Deutsche, 1911–1992)
- Ludger Alscher (Deutscher, 1916–1985)
- Stefan Altekamp (Deutscher, * 1959)
- Walter Altmann (Deutscher, 1873–1910)
- Wilhelm Alzinger (Österreicher, 1928–1998)
- Pierre Amandry (Franzose, 1912–2006)
- Julius Ambrosch (Deutscher, 1804–1856)
- Rita Amedick (Deutsche, * 1958)
- Walter Amelung (Deutscher, 1865–1927)
- Robert Amy (Franzose, 1904–1986)
- Darrell A. Amyx (US-Amerikaner, 1911–1997)
- Bernard Andreae (Deutscher, * 1930)
- Manolis Andronikos (Grieche, 1919–1992)
- Vassilis L. Aravantinos (Grieche, * 1950)
- Michele Arditi (Italiener, 1746–1838)
- Paolo Enrico Arias (Italiener, 1907–1998)
- Paul Arndt (Deutscher, 1865–1937)
- Joseph von Arneth (Österreicher, 1791–1863)
- Thomas Ashby (Brite, 1874–1931)
- Bernard Ashmole (Brite, 1894–1988)
- Paul Åström (Schwede, 1929–2008)
- Salvatore Aurigemma (Italiener, 1885–1964)
- Francesco Maria Avellino (Italiener, 1778–1850)
- Nahman Avigad (Israeli, 1905–1992)

### B
- Jean-Charles Balty (Franzose, Belgier, * 1936)
- John Penrose Barron (Brite, 1934–2008)
- Frédéric L. Bastet (Niederländer, 1926–2008)
- Gerhard Bauchhenß (Deutscher, * 1942)
- John D. Beazley (Brite, 1885–1970)
- Giovanni Becatti (Italiener, 1912–1973)
- Wilhelm Adolf Becker (Deutscher, 1796–1846)
- Otto Benndorf (Deutscher, Österreicher 1838–1907)
- Martin Bentz (Deutscher, * 1961)
- Johannes Bergemann (Deutscher, * 1960)
- Marianne Bergmann (Deutsche, * 1943)
- Ernst Berger (Schweizer, 1928–2006)
- Dietrich Berges (Deutscher, * 1957)
- Luigi Bernabò Brea (Italiener, 1910–1999)
- Ranuccio Bianchi Bandinelli (Italiener, 1900–1975)
- Margarete Bieber (Deutsche, 1879–1978)
- Erwin Bielefeld (Deutscher, 1907–1975)
- Horst Blanck (Deutscher, 1936–2010)
- Carl Blegen (US-Amerikaner, 1887–1971)
- Christian Blinkenberg (Däne, 1863–1948)
- Peter Blome (Schweizer, * 1948)
- Carl Blümel (Deutscher, 1893–1976)
- Hugo Blümner (Deutscher, 1844–1919)
- John Boardman (Engländer, 1927–2024)
- Axel Boëthius (Schwede, 1889–1969)
- Stephanie Böhm (Deutsche, * 1958)
- Richard Bohn (Deutscher, 1849–1898)
- Erich Boehringer (Deutscher, 1897–1971)
- Peter Cornelis Bol (Deutscher, 1941–2012)
- Renate Bol (Deutsche, * 1945)
- Giacomo Boni (Italiener, 1859–1925)
- Adolf H. Borbein (Deutscher, * 1936)
- Jürgen Borchhardt (Deutscher, 1936–2021)
- Barbara Borg (Deutsche, * 1960)
- Dietrich Boschung (Schweizer, * 1956)
- Dietrich von Bothmer (US-Amerikaner, 1918–2009)
- Burkhard Böttger (Deutscher, 1934–2015)
- Gunnar Brands (Deutscher, * 1956)
- Emil Braun (Deutscher, 1809–1856)
- Otto J. Brendel (Deutscher, US-Amerikaner, 1901–1973)
- Vinzenz Brinkmann (Deutscher, * 1958)
- Frank Brommer (Deutscher, 1911–1993)
- Oscar Broneer (US-Amerikaner, 1894–1992)
- Alfred Brueckner (Deutscher, 1861–1936)
- Heinrich von Brunn (Deutscher, 1822–1894)
- Hans-Günter Buchholz (Deutscher, 1919–2011)
- Giorgio Buchner (Deutscher, Italiener, 1914–2005)
- Johannes Burow (Deutscher, 1953–2001)
- Hermann Büsing (Deutscher, 1940–2021)
- Heinrich Bulle (Deutscher, 1867–1945)
- Ernst Buschor (Deutscher, 1886–1961)

### C
- Herbert A. Cahn (Deutscher, Schweizer, 1915–2002)
- Hans-Ulrich Cain (Deutscher, * 1951)
- Alexander Cambitoglou (Grieche, Australier, 1922–2019)
- Luigi Canina (Italiener, 1795–1856)
- Andrea Carandini (Italiener, * 1937)
- Jérôme Carcopino (Franzose, 1881–1970)
- Rhys Carpenter (US-Amerikaner, 1889–1980)
- John Langdon Caskey (US-Amerikaner, 1908–1981)
- Hector Catling (Brite, 1924–2013)
- Neritan Ceka (Albaner, * 1941)
- Giuseppina Cerulli Irelli (Italienerin, * 1935)
- Richard Chandler (Brite, 1738–1810)
- Jean Charbonneaux (Franzose, 1895–1969)
- Johann Friedrich Christ (Deutscher, 1701–1756)
- Mauro Cristofani (Italiener, 1941–1997)
- Filippo Coarelli (Italiener, * 1936)
- Beth Cohen (US-Amerikanerin)
- John Nicolas Coldstream (Brite, 1927–2008)
- Antonio Maria Colini (Italiener, 1900–1989)
- Baldassare Conticello (Italiener, 1932–2011)
- Alexander Conze (Deutscher, 1831–1914)
- Robert Manuel Cook (Brite, 1909–2000)
- Lorraine Copeland (Britin, 1921–2013)
- Friedrich Creuzer (Deutscher, 1771–1851)
- Franz Cumont (Belgier, 1868–1947)
- Ernst Curtius (Deutscher, 1814–1896)
- Ludwig Curtius (Deutscher, 1874–1954)

### D
- Sotirios Dakaris (Grieche, 1916–1996)
- Ortwin Dally (Deutscher, * 1969)
- Georg Daltrop (Deutscher, 1932–2023)
- Véronique Dasen (Schweizerin, * 1957)
- Richard MacGillivray Dawkins (Brite, 1871–1955)
- Giulio De Petra (Italiener, 1841–1925)
- Vincent Robin d’Arba Desborough (Brite, 1914–1978)
- Giorgos Despinis (Grieche, 1936–2014)
- Pierre Devambez (Franzose, 1902–1980)
- Jens-Arne Dickmann (Deutscher, * 1960)
- Nikolaus Dietrich (Deutscher, * 1980)
- Erna Diez (Österreicherin, 1913–2001)
- Porphyrios Dikaios (Zypriote, 1904–1971)
- William Bell Dinsmoor (US-Amerikaner, 1886–1973)
- William Bell Dinsmoor Jr. (US-Amerikaner, 1923–1988)
- Georgios Dontas (Grieche, 1923–2012)
- José Dörig (Schweizer, 1926–1994)
- Wilhelm Dörpfeld (Deutscher, 1853–1940)
- Klaus Dornisch (Deutscher, * 1942)
- Hans Dragendorff (Deutschland, 1870–1941)
- Heinrich Drerup (Deutscher, 1908–1995)
- Stella Drougou (Griechin, * 1945)
- Pierre Ducrey (Schweizer, * 1938)
- Charles Dugas (Franzose, 1885–1957)
- Ejnar Dyggve (Däne, 1887–1961)

### E
- Felix Eckstein (Deutscher, 1925–1988)
- Birgitta Eder (Österreicherin, * 1962)
- Rudolf Egger (Österreicher, 1882–1969)
- Fritz Eichler (Österreicher, 1887–1971)
- Johannes Eingartner (Deutscher, 1950–2022)
- Norbert Eschbach (Deutscher, * 1954)
- Arthur Evans (Brite, 1851–1941)

### F
- Ernst Fabricius (Deutscher, 1857–1942)
- Johanna Fabricius (Deutsche, * 1962)
- Burkhard Fehr (Deutscher, * 1942)
- Florens Felten (Deutscher, * 1941)
- Joseph Anselm Feuerbach (Deutscher, 1798–1851)
- Ernst Robert Fiechter (Schweizer, 1875–1948)
- Giuseppe Fiorelli (Italiener, 1823–1896)
- Klaus Fittschen (Deutscher, * 1936)
- Martin Flashar (Deutscher, * 1959)
- Robert Fleischer (Österreicher, * 1941)
- Friederike Fless (Deutsche, * 1964)
- Josef Floren (Deutscher, 1941–2012)
- Maria Floriani Squarciapino (Italienerin, 1917–2003)
- Peter Wilhelm Forchhammer (Deutscher, 1801–1894)
- Alfonso De Franciscis (Italiener, 1915–1989)
- Norbert Franken (Deutscher, * 1961)
- Brigitte Freyer-Schauenburg (Deutsche, 1938–2020)
- Bettina von Freytag genannt Löringhoff (Deutsche, 1943–2021)
- August Frickenhaus (Deutscher, 1882–1925)
- Karl Friederichs (Deutscher, 1831–1871)
- Heide Frielinghaus (Deutsche, * 1968)
- Heide Froning-Kehler (Deutsche, * 1943)
- Antonio Frova (Italiener, 1914–2007)
- Michaela Fuchs (Deutsche, * 1949)
- Werner Fuchs (Deutscher, 1927–2016)
- Adolf Furtwängler (Deutscher, 1853–1907)
- Andreas E. Furtwängler (Deutscher, * 1944)
- Arne Furumark (Schwede, 1903–1982)

### G
- Hanns Gabelmann (Deutscher, 1936–1996)
- Giuseppe Gatti (Italiener, 1838–1914)
- Guglielmo Gatti (Italiener, 1905–1981)
- Werner Gauer (Deutscher, * 1937)
- Rita Gautschy (Österreicherin, * 1973)
- Ulrich Gehrig (Deutscher, 1932–2019)
- Eduard Gerhard (Deutscher, 1795–1867)
- Axel Gering (Deutscher, * 1968)
- Armin von Gerkan (Deutscher, 1884–1969)
- Angelika Geyer (Deutsche, * 1948)
- Gherardo Ghirardini (Italiener, 1854–1920)
- Giulio Quirino Giglioli (1886–1957)
- Jean-Robert Gisler (Schweizer, * 1951)
- Italo Gismondi (Italiener, 1887–1974)
- Luca Giuliani (Deutscher, * 1950)
- Friedrich Wilhelm Goethert (Deutscher, 1907–1978)
- Hans Rupprecht Goette (Deutscher, * 1956)
- Hetty Goldman (US-Amerikanerin, 1891–1972)
- Michael Gough (Brite, 1916–1973)
- Virginia Grace (US-Amerikanerin, 1901–1994)
- Daniel Graepler (Deutscher, * 1959)
- Volkmar von Graeve (Deutscher, * 1938)
- J. Walter Graham (Kanadier, 1906–1991)
- Dagmar Grassinger (Deutsche, 1954–2025)
- Adolf Greifenhagen (Deutscher, 1905–1989)
- Günter Grimm (Deutscher, 1940–2010)
- Stefan Groh (Österreicher, * 1964)
- Pierre Gros (Franzose, * 1939)
- Martin Guggisberg (Schweizer, * 1960)

### H
- Robin Hägg (Schwede, 1935–2014)
- German Hafner (Deutscher, 1911–2008)
- Federico Halbherr (Italiener, 1857–1930)
- Carl Haller von Hallerstein (Deutscher, 1774–1817)
- Roland Hampe (Deutscher, 1908–1981)
- George M. A. Hanfmann (US-Amerikaner, 1911–1986)
- Donald B. Harden (Brite, 1902–1994)
- Emilie Haspels, (Niederländerin, 1894–1980)
- Ulrich Hausmann (Deutscher, 1917–1996)
- John W. Hayes (Brite, 1938–2024)
- Rudolf Heberdey (Österreicher, 1864–1936)
- Wolf-Dieter Heilmeyer (Deutscher, * 1939)
- Helga von Heintze (Österreicherin-Deutsche, 1919–1996)
- Margarete Heinz (Österreicherin, * 1960)
- Michael Heinzelmann (Deutscher, * 1966)
- Wolfgang Helbig (Deutscher, 1839–1915)
- Winfried Held (Deutscher, * 1964)
- Gisela Hellenkemper Salies (Deutsche, 1944–1999)
- Agnes Henning (Deutsche)
- Reinhard Herbig (Deutscher, 1898–1961)
- Alexander Herda (Deutscher, * 1965)
- Huberta Heres (Deutsche, * 1934)
- Hans-Volkmar Herrmann (Deutscher, 1922–1998)
- Dieter Hertel (Deutscher, * 1948)
- Henner von Hesberg (Deutscher, * 1947)
- Léon Heuzey (Franzose, 1831–1922)
- Gerhard Hiesel (Österreicher, 1941–2023)
- Reynold Higgins (Brite, 1916–1993)
- Frank Hildebrandt (Deutscher, * 1977)
- Stefan Hiller (Österreicher, * 1942)
- Bert Hodge Hill (US-Amerikaner, 1874–1958)
- Nikolaus Himmelmann (Deutscher, 1929–2013)
- Gustav Hirschfeld (Deutscher, 1847–1895)
- Aloys Hirt (Deutscher, 1759–1837)
- Konrad Hitzl (Deutscher, 1953–2019)
- Christoph Höcker (Deutscher, 1957–2022)
- Ursula Höckmann (Deutsche, * 1938)
- Tonio Hölscher (Deutscher, * 1940)
- Wolfram Hoepfner (Deutscher, * 1937)
- Ralf von den Hoff (Deutscher, * 1963)
- David George Hogarth (Brite, 1862–1927)
- Robert L. Hohlfelder (US-Amerikaner)
- Ernst Homann-Wedeking (Deutscher, 1908–2002)
- Rudolf Horn (Deutscher, 1903–1984)
- Christian Hülsen (Deutscher, 1858–1935)
- Carl Humann (Deutscher, 1839–1896)

### I
- Spyros Iakovidis (Grieche, 1923–2013)
- Jale İnan (Türkin, 1914–2001)
- Cengiz Işık (Türke, * 1949)
- Fahri Işık (Türke, * 1944)
- Havva İşkan (Türkin, * 1956)
- Hans Peter Isler (Schweizer, * 1941)
- Cornelia Isler-Kerényi (Schweizerin, * 1942)

### J
- Anne-Françoise Jaccottet (Schweizerin, * 1962)
- Paul Jacobsthal (Deutscher, 1880–1957)
- Ulf Jantzen (Deutscher, 1909–2000)
- Kristian Jeppesen (Däne, 1924–2014)
- Werner Jobst (Österreicher, * 1945)
- Knud Friis Johansen (Däne, 1887–1971)
- Hans Jucker (Schweizer, 1918–1984)
- Klaus Junker (Deutscher, * 1958)

### K
- Ingeborg Kader (Deutsche, * 1959)
- Heinz Kähler (Deutscher, 1905–1974)
- Peter P. Kahane (Deutsch-Israeli, 1904–1974)
- Manfred Kandler (Österreicher * 1941)
- Vassos Karageorghis (Zypriote, 1929–2021)
- Georg Karo (Deutscher, 1872–1963)
- Christos Karusos (Grieche, 1900–1967)
- Semni Karouzou (Griechin, 1898–1994)
- Stefan Karwiese (Österreicher, 1941–2023)
- Guido Kaschnitz von Weinberg (Österreicher, 1890–1958)
- Ursula Kästner (Deutsche, * 1951)
- Volker Kästner (Deutscher, * 1949)
- Panagiotis Kavvadias (Grieche, 1849–1928)
- Josef Keil (Österreicher, 1878–1963)
- Reinhard Kekulé von Stradonitz (Deutscher, 1839–1911)
- Hedwig Kenner (Österreicherin, 1911–1993)
- Antonios D. Keramopoullos (Grieche, 1870–1961)
- Klaus Kilian (Deutscher, 1939–1992)
- Imma Kilian-Dirlmeier (Deutsche)
- Karl Frederik Kinch (Däne, 1853–1921)
- Erich Kistler (Schweizer)
- Gerhard Kleiner (Deutscher, 1908–1978)
- Anja Klöckner (Deutsche, * 1968)
- Ursula Knigge (Deutsche, 1930–2010)
- Guntram Koch (Deutscher, * 1941)
- Herbert Koch (Deutscher, 1880–1962)
- Valentin Kockel (Deutscher, * 1948)
- Eckart Köhne (Deutscher, * 1966)
- Jerzy Kolendo (Pole, 1933–2014)
- Grigoris Konstantinopulos (Grieche, 1921–2001)
- Georgios Stylianos Korres (Grieche, * 1940–2025)
- Gustav Körte (Deutscher, 1852–1917)
- Konstantinos Kourouniotis (Grieche, 1872–1945)
- Theodor Kraus (Deutscher, 1919–1994)
- Detlev Kreikenbom (Deutscher, * 1951)
- Ulla Kreilinger (Deutsche, * 1962)
- Friedrich Krinzinger (Österreicher, * 1940)
- Irmgard Kriseleit (Deutsche, † 2017)
- Uta Kron (Deutsche, 1943–2020)
- Antje Krug (Deutsche, * 1940)
- Ralf Krumeich (Deutscher, * 1963)
- Christian Kunze (Deutscher, * 1962)
- Emil Kunze (Deutscher, 1901–1994)
- Max Kunze (Deutscher, * 1944)
- Helmut Kyrieleis (Deutscher, * 1938)

### L
- Sabine Ladstätter (Österreicherin, 1968–2024)
- Götz Lahusen (Deutscher, 1944–2008)
- Vassilis Lambrinoudakis (Grieche, * 1939)
- Rodolfo Lanciani (Italiener, 1845–1929)
- Franziska Lang (Deutsche, * 1959)
- Gerhard Langmann (Österreicher, 1932–2001)
- Ernst Langlotz (Deutscher, 1895–1978)
- Adriano La Regina (Italiener, * 1937)
- Eugenio La Rocca (Italiener, * 1946)
- Francesco La Vega (Spanier, 1737–1815)
- Hans Lauter (Deutscher, 1941–2007)
- Clelia Laviosa (Italienerin, 1928–1999)
- Stefan Lehmann (Deutscher, * 1951)
- Karl Lehmann (-Hartleben) (Deutscher/US-Amerikaner, 1894–1960)
- Annalis Leibundgut-Maye (Schweizerin, 1932–2014)
- Katja Lembke (Deutsche, * 1965)
- Alda Levi (Italienerin, 1890–1950)
- Doro Levi (Italiener, 1898–1991)
- Andreas Linfert (Deutscher, 1942–1996)
- Georg Loeschcke (Deutscher, 1852–1915)
- Emanuel Loewy (Österreicher, 1857–1938)
- Hans Lohmann (Deutscher, 1947–2023)
- Hans Peter L’Orange (Norweger, 1903–1983)
- Thuri Lorenz (Deutscher, 1931–2017)
- Otar Lortkipanidse (Georgier, 1930–2002)
- Giuseppe Lugli (Italiener, 1890–1967)
- Reinhard Lullies (Deutscher, 1907–1986)
- Heinz Luschey (Deutscher, 1910–1992)

### M
- Michael Maaß (Deutscher, * 1942)
- Caterina Maderna (Deutsche, † 2024)
- Franz Georg Maier (Deutscher, 1926–2014)
- Amedeo Maiuri (Italiener, 1886–1963)
- Elena Mango (Schweizerin, * 1967)
- Lila Marangou (Griechin, * 1938)
- Lucio Mariani (Italiener, 1865–1924)
- Roland Martin (Franzose, 1912–1997)
- Jean-Luc Martinez (Franzose, * 1964)
- Wolfram Martini (Deutscher, 1941–2017)
- Wilhelm von Massow (Deutscher, 1891–1949)
- Torsten Mattern (Deutscher, * 1966)
- Hartmut Matthäus (Deutscher, * 1950)
- Georg Matthies (Deutscher, 1887–1914)
- Friedrich Matz (der Ältere) (Deutscher, 1843–1874)
- Friedrich Matz (der Jüngere) (Deutscher, 1890–1974)
- August Mau (Deutscher, 1840–1909)
- Wolf-Rüdiger Megow (Deutscher)
- Eugen von Mercklin (Deutscher, 1884–1969)
- Recep Meriç (Türke, * 1944)
- Benjamin Dean Meritt (US-Amerikaner, 1899–1989)
- Henri Metzger (Franzose, 1912–2007)
- Marion Meyer (Deutsche, * 1954)
- Adolf Michaelis (Deutscher, 1835–1910)
- Harald Mielsch (Deutscher, 1944–2025)
- Arthur Milchhoefer (Deutscher, 1852–1903)
- Stephen Miller (US-Amerikaner)
- Franz Miltner (Österreicher, 1901–1959)
- Paolino Mingazzini (Italiener, 1895–1977)
- Veronika Mitsopoulos-Leon (Österreicherin, 1936–2023)
- Hans Möbius (Deutscher, 1895–1977)
- Mette Moltesen (Dänin)
- Heide Mommsen (Deutsche, * 1941)
- Giuseppe Moretti (Italiener, 1876–1945)
- Catherine Morgan (Britin, * 1961)
- Penelope A. Mountjoy (Britin, 1946–2025)
- Walter Müller (Deutscher, * 1946)
- Susanne Muth (Deutsche, * 1967)
- George E. Mylonas (Grieche, 1898–1988)
- John Linton Myres (Brite, 1869–1954)

### N
- Richard Neudecker (Deutscher, * 1949)
- Karl Anton Neugebauer (Deutschland 1886–1945)
- Gerhard Neumann (Deutscher, 1931–2000)
- Inge Nielsen (Dänin, * 1950)
- Wolf-Dietrich Niemeier (Deutscher, * 1947)
- Hans Georg Niemeyer (Deutscher, 1933–2007)
- Heinrich Nissen (Deutscher, 1839–1912)

### O
- Hansgeorg Oehler (Deutscher)
- Franz Oelmann (Deutscher, 1883–1963)
- Dieter Ohly (Deutscher, 1911–1979)
- Martha Ohly-Dumm (Deutsche, * 1927)
- Manfred Oppermann (Deutscher, * 1941)
- Johannes Overbeck (Deutscher, 1826–1895)

### P
- Diamantis Panagiotopoulos (Grieche, * 1967)
- Dimitrios Pandermalis (Grieche, 1940–2022)
- Umberto Pappalardo (Italiener, * 1949)
- Enrico Paribeni (Italiener, 1911–1993)
- Roberto Paribeni (Italiener, 1876–1956)
- Klaus Parlasca (Deutscher, 1925–2020)
- Alain Pasquier (Franzose, * 1942)
- Eberhard Paul (Deutscher, 1932–2014)
- Verena Paul-Zinserling (Deutsche, * 1942)
- Humfry Payne (Brite, 1902–1936)
- John D. S. Pendlebury (Brite, 1904–1941)
- Anna A. Peredolskaja (Russin, 1894–1968)
- Luigi Pernier (Italiener, 1874–1937)
- Anneliese Peschlow-Bindokat (Deutsche, * 1940)
- Vasilios Petrakos (Grieche, * 1932)
- Photios Petsas (Grieche, 1918–2004)
- Michael Pfanner (Deutscher, * 1955)
- Susanne Pfisterer-Haas (Deutsche, * 1960)
- Michael Pfrommer (Deutscher, * 1954)
- Ernst Pfuhl (Deutscher, 1876–1940)
- Hanna Philipp (Deutsche, * 1943)
- Carlo Pietrangeli, (Italiener, 1912–1995)
- Felix Pirson (Deutscher, * 1968)
- Samuel Ball Platner (US-Amerikaner, 1863–1921)
- Nikolaos Platon (Grieche, 1909–1992)
- Gertrud Platz-Horster (Deutsche, 1942–2019)
- Luigi Polacco (Italiener, 1917–2007)
- Richard Posamentir (Österreicher, * 1967)
- Edmond Pottier (Franzose, 1855–1934)
- Jean Pouilloux (Franzose, 1917–1996)
- Camillo Praschniker (Österreicher, 1884–1949)
- Friedhelm Prayon (Deutscher, * 1941)

### Q
- Quintino Quagliati (Italiener, 1869–1932)

### R
- Wolfgang Radt (Deutscher, * 1940)
- Karl Reber (Schweizer, * 1955)
- Walther Reichel (Deutscher, 1914–1945)
- Wolfgang Reichel (Österreicher, 1858–1900)
- Salomon Reinach (Franzose, 1858–1932)
- Théodore Reinach (Franzose, 1860–1928)
- Emil Reisch (Österreicher, 1863–1933)
- Christoph Reusser (Schweizer, * 1957)
- Konstantinos Rhomaios (Grieche, 1874–1966)
- Lawrence Richardson Jr. (US-Amerikaner, 1920–2013)
- Gisela M. A. Richter (US-Amerikanerin, 1882–1972)
- Brunilde Sismondo Ridgway (US-Amerikanerin italienischer Abstammung, * 1929)
- Poul Jørgen Riis (Däne, 1910–2008)
- Stefan Ritter (Deutscher, * 1959)
- Giulio Emanuele Rizzo (Italiener, 1865–1950)
- Carl Robert (Deutscher, 1850–1922)
- Martin Robertson (Brite, 1911–2004)
- David Moore Robinson (US-Amerikaner, 1880–1958)
- Désiré Raoul-Rochette (Franzose, 1789–1854)
- Gerhart Rodenwaldt (Deutscher, 1886–1945)
- Henri Rolland (Franzose, 1887–1970)
- Claude Rolley (Franzose, 1933–2007)
- Pietro Romanelli (Italiener, 1889–1981)
- Ludwig Ross (Deutscher, 1806–1859)
- Detlef Rößler (Deutscher, 1942–2013)
- Susan I. Rotroff (US-Amerikanerin, * 1947)
- Georges Roux (Franzose, 1919–2003)
- Otto Rubensohn (Deutscher, 1867–1964)
- Frank Rumscheid (Deutscher, * 1960)
- Andreas Rumpf (Deutscher, 1890–1966)

### S
- Edmond Saglio (Franzose, 1828–1911)
- Jannis Sakellarakis (Grieche, 1936–2010)
- Arnold von Salis (Schweizer, 1881–1958)
- Dieter Salzmann (Deutscher, * 1950)
- Alfred Schäfer (Deutscher, * 1963)
- Jörg Schäfer (Deutscher, 1926–2021)
- Thomas Schäfer (Deutscher, * 1953)
- Hans-Joachim Schalles (Deutscher, 1951–2015)
- Konrad Schauenburg (Deutscher, 1921–2011)
- Karl Schefold (Deutscher, 1905–1999)
- Ingeborg Scheibler (Deutsche, * 1929)
- Wolfgang Schiering (Deutscher, 1926–2005)
- Heinrich Schliemann (Deutscher, 1822–1890)
- Bernhard Schmaltz (Deutscher, * 1941)
- Stephan G. Schmid (Schweizer, * 1967)
- Evamaria Schmidt (Deutsche, 1926–2014)
- Stefan Schmidt (Deutscher, * 1961)
- Andreas Schmidt-Colinet (Deutscher, * 1945)
- Alain Schnapp (Franzose, * 1946)
- Lambert Schneider (Deutscher, * 1943)
- Rolf Michael Schneider (Deutscher, * 1950)
- Robert von Schneider (Österreicher, 1854–1909)
- Arnold Schober (Österreicher, 1886–1959)
- Günther Schörner (Deutscher, * 1960)
- Louise Schofield (Britin)
- Andreas Scholl (Deutscher, * 1959)
- Patrick Schollmeyer (Deutscher, * 1965)
- Hans Schrader (Deutscher, 1869–1948)
- Walter-Herwig Schuchhardt (Deutscher, 1900–1976)
- Gerda Schwarz (Österreicherin, 1941–2015)
- Bernhard Schweitzer (Deutscher, 1892–1966)
- Martina Seifert (Deutsche, * 1964)
- Reinhard Senff (Deutscher, * 1956)
- Michael Shanks (Brite, * 1959)
- Theodore Leslie Shear (US-Amerikaner, 1880–1945)
- T. Leslie Shear, Jr. (US-Amerikaner, 1938–2022)
- Lucy Shoe Meritt (US-Amerikanerin, 1906–2003)
- Hellmut Sichtermann (Deutscher, 1915–2002)
- Michael Siebler (Deutscher, * 1956)
- Johannes Sieveking (Deutscher, 1869–1942)
- Erika Simon (Deutsche, 1927–2019)
- Ulrich Sinn (Deutscher, * 1945)
- Karl Sittl (Deutscher, 1862–1899)
- Erik Sjöqvist (Schwede, 1903–1975)
- R. R. R. Smith (Brite, * 1954)
- Anthony Snodgrass (Brite, * 1934)
- Magdalene Söldner (Deutsche, * 1959)
- Vittorio Spinazzola (Italiener, 1863–1943)
- Katja Sporn (Deutsche, * 1970)
- Klaus Stähler (Deutscher, * 1939)
- Adrian Stähli (Schweizer, * 1962)
- Karl Bernhard Stark (Deutscher, 1824–1878)
- Theodosia Stefanidou-Tiveriou (Griechin)
- Eva Margareta Steinby (Finnin, 1938)
- Stephan Steingräber (Deutscher, * 1951)
- Matthias Steinhart (Deutscher, * 1966)
- Klaus Stemmer (Deutscher, * 1942)
- E. Marianne Stern (Niederländerin)
- Hans von Steuben (Deutscher, 1929–2008)
- Dirk Steuernagel (Deutscher, * 1964)
- Andrew Stewart (US-Amerikaner, * 1948)
- Conrad M. Stibbe (Niederländer, 1925–2019)
- Richard Stillwell (US-Amerikaner, 1899–1982)
- Maria José Strazzulla (Italienerin)
- Volker Michael Strocka (Deutscher, 1940–2024)
- Eugénie Sellers Strong (Britin, 1860–1943)
- Franz Studniczka (Deutscher, 1860–1929)
- Reinhard Stupperich (Deutscher, * 1951)
- Veit Stürmer (Deutscher, 1957–2013)

### T
- Werner Technau (Deutscher, 1902–1941)
- Petros Themelis (Grieche, 1936–2023)
- Hermann Thiersch (Deutscher, 1874–1939)
- Renate Thomas (Deutsche, * 1953)
- Dorothy Burr Thompson (US-Amerikanerin, 1900–2001)
- Homer A. Thompson (US-Amerikaner, 1906–2000)
- Hilke Thür (Deutsche, * 1941)
- Michalis Tiverios (Grieche, * 1947)
- Malcolm Todd (Brite, 1939–2013)
- Jocelyn Toynbee (Britin, 1897–1985)
- Arthur D. Trendall (Neuseeländer, 1909–1995)
- Georg Treu (Deutscher, 1843–1921)
- Vincent Tran tam Tinh (Vietnamese, Kanadier, * 1929)
- Walter Trillmich (Deutscher, * 1942)
- Monika Trümper (Deutsche)
- Charlotte Trümpler (Schweizerin, * 1957)
- Charalampos Tsochos (Grieche, * 1963)
- Christos Tsountas (Grieche, 1857–1934)
- Klaus Tuchelt (Deutscher, 1931–2001)

### U
- Annie D. Ure (Britin, 1893–1976)
- Percy N. Ure (Brite, 1879–1950)

### V
- Otto Wilhelm von Vacano (Deutscher, 1910–1997)
- Panos Valavanis (Grieche, 1954–2025)
- Eugene Vanderpool (US-Amerikaner, 1906–1989)
- Nikolaos Verdelis (Grieche, 1908–1966)
- Hermann Vetters (Österreicher, 1915–1993)
- Klaus Vierneisel (Deutscher, 1929–2015)
- Barbara Vierneisel-Schlörb (Deutsche, 1931–2009)
- Carlo Lodovico Visconti (Italiener, 1818–1894)
- Ennio Quirino Visconti (Italiener, 1751–1818)
- Giovanni Battista Visconti (Italiener, 1722–1784)
- Pietro Ercole Visconti (Italiener, 1802–1880)
- Ioulia (Kouleimani-)Vokotopoulou (Griechin, 1931–1995)

### W
- A. J. B. Wace (Brite, 1879–1957)
- Elisabeth Walde (Österreicherin, * 1940)
- Oskar Waldhauer (Deutsch-Balte, 1883–1935)
- Hans Walter (Deutscher/Österreicher, 1920–2001)
- Otto Walter (Österreicher, 1882–1965)
- Elena Walter-Karydi (Griechin, * 1936)
- Detlev Wannagat (Deutscher, * 1958)
- John Bryan Ward-Perkins (Brite, 1912–1981)
- Otto Waser (Schweizer, 1870–1952)
- Carl Watzinger (Deutscher, 1877–1948)
- Hans Weber (Deutscher, 1913–1981)
- Karl Weber (Schweizer, 1712–1764)
- Thomas Maria Weber (Deutscher, * 1953)
- Max Wegner (Deutscher, 1902–1998)
- Carl Weickert (Deutscher, 1885–1975)
- Saul S. Weinberg (US-Amerikaner, 1911–1992)
- Gladys Davidson Weinberg (US-Amerikanerin, 1909–2002)
- Gabriel Welter (Deutscher, 1890–1954)
- Ellen Weski (Deutsche, 1946–1986)
- Mortimer Wheeler (Brite, 1890–1976)
- Theodor Wiegand (Deutscher, 1864–1936)
- Hans Wiegartz (Deutscher, 1936–2008)
- Friedrich Wieseler (Deutscher, 1811–1892)
- Ernest Will (Franzose, 1913–1997)
- Franz Willemsen (Deutscher, 1910–1999)
- Johann Joachim Winckelmann (Deutscher, 1717–1768)
- Lorenz Winkler-Horaček (Deutscher, * 1963)
- Engelbert Winter (Deutscher, * 1959)
- Franz Winter (Deutscher, 1861–1930)
- Paul Wolters (Deutscher, 1858–1936)
- Alfons Wotschitzky (Österreicher, 1917–1969)
- Henning Wrede (Deutscher, * 1939)

### Y
- Nikolaos Yalouris (Gialoures) (Grieche, 1918–2011)

### Z
- Robert Zahn (Deutscher, 1870–1945)
- Eberhard Zangger (Schweizer, * 1958)
- Paul Zanker (Deutscher, * 1937)
- Gerhard Zimmer (Deutscher, * 1949)
- Gerhard Zinserling (Deutscher, 1926–1993)
- Wolfgang Züchner (Deutscher, 1906–1981)
- Willy Zschietzschmann (Deutscher, 1900–1976)
- Konrad Zimmermann (Deutscher, * 1940)

## Amateure, Autodidakten, Dilettanten, Mäzene und Sammler
- Wilhelm Abeken (Deutscher, 1813–1843)
- Roque Joaquín de Alcubierre (Spanier, 1702–1780)
- Alessandro Palma di Cesnola (Italiener, 1839–1914)
- Luigi Palma di Cesnola (Italiener/US-Amerikaner, 1832–1904)
- Charles Robert Cockerell (Brite, 1788–1863)
- Dominique-Vivant Denon (Franzose, 1747–1825)
- Antoine Desgodetz (Franzose, 1653–1728)
- Edward Dodwell (Brite, 1767–1832)
- Axel Guttmann (Deutscher, 1944–2001)
- August Kestner (Deutscher, 1777–1853)
- William Martin Leake (Brite, 1777–1860)
- James Loeb (US-Amerikaner, 1867–1933)
- Friedrich Maler (Deutscher, 1799–1875)
- Bartolomeo Marliani (Italiener, 1488–1566)
- Leo Mildenberg (Deutscher, 1913–2001)
- Francesco Piranesi (Italiener, 1756–1810)
- Giovanni Battista Piranesi (Italiener, 1720–1778)
- Max Ohnefalsch-Richter (Deutscher, 1850–1917)
- Nicholas Revett (Brite, 1720–1804)
- James Stuart (Brite, 1713–1788)
- Ennio Quirino Visconti (Italiener, 1751–1818)
- Giovanni Battista Visconti (Italiener, 1722–1784)
- Luigi Viola (Italiener, 1851–1924)
- Robert Wood (Brite, 1717–1771)
- Ernst Ziller (Deutsch-Grieche, 1837–1923)